# Bilro-listrado
Bilro-listrado (nome científico: Eques lanceolatus), também chamado popularmente bacalhau, cabeça-de-coco, cavaleiro-de-bandoleira, maria-nagô e maria-negra, é um peixe eupercário da família dos cienídeos (Sciaenidae), endêmico de zonas costeiras da América do Norte, América Central, Caribe e América do Sul, no Oceano Atlântico.

## Etimologia
Bilro tem origem controversa. Quiçá derivou do latim pilŭlus, masculino de pilŭla, -ae com o sentido de "pílula, pequena bola, ossinho, pequena peça de madeira", ou diminutivo de pīlum, -i, no sentido de "pilão, almofariz". Teria evoluído para birlo e, por metátese, bilro, dando origem a derivados nominais e verbais em português. Foi registrado em 1562 como bilrro e em 1712 como bilro. Bacalhau provavelmente deriva de formas dialetais do basco bakaillao, bakaillo, makaillao, makaillo, que designam um peixe, mas sem étimo conhecido. O português bacalhau e o espanhol bacalao (que deu origem ao italiano baccalà, restrito ao sentido de "peixe seco") podem também estar relacionados ao gascão cabilhau, derivado da forma latino-alemânica cabellauwus, atestada em 1163 nas Flandres e ligada ao radical latino cap- e capit-. Foi registrado no século XVI como bacalhãos e em 1712 como bacalhao. Nagô deriva do jeje anago e nagôr, denominação atribuída pelos falantes dessa língua aos falantes de iorubá, tomados coletivamente, e que se generalizou no Brasil. Foi registrado em 1789 e 1831 como nagó.

## Descrição
O corpo do bilro-listrado é oblongo, profundo na região anterior e afilado em direção à base da cauda, com cabeça baixa e focinho que se projeta levemente sobre a boca horizontal. O focinho possui dez poros, enquanto o queixo apresenta cinco, sem a presença de barbilhões. Os dentes estão organizados em faixa viliforme, com os da fileira externa da mandíbula superior ligeiramente aumentados. Os rastros branquiais são curtos e robustos, variando entre quatorze e dezoito, e o pré-opérculo exibe bordas quase lisas, sendo o canto superior da abertura branquial entalhado.
A barbatana dorsal apresenta base longa e está dividida em duas partes por um entalhe profundo; a porção espinhosa, formada por treze espinhos, é muito alta, mais longa que a cabeça, e precede a porção mole composta por 47 a 55 raios. A segunda dorsal tem sua metade inferior recoberta por uma espessa bainha de escamas. A barbatana anal, com base curta, conta com dois espinhos - sendo o segundo particularmente forte - e 16 raios moles. As barbatanas peitorais possuem entre 15 e 16 raios, enquanto a barbatana caudal apresenta extremidade com ponta angular romba. A linha lateral é contínua e se estende até o centro da extremidade da barbatana caudal.
A coloração do corpo varia entre cinza e esbranquiçada, marcada por três largas faixas pretas oblíquas de bordas brancas. A primeira atravessa verticalmente o olho, a segunda parte da nuca, passa pelo opérculo e pela região peitoral e segue até a base das barbatanas pélvicas, enquanto a terceira, mais espessa que as demais, tem início na extremidade da primeira barbatana dorsal e curva-se suavemente ao longo do flanco até alcançar a borda da cauda. As nadadeiras são geralmente claras e não apresentam manchas. Nos indivíduos jovens, o corpo varia do branco ao amarelado, com as faixas pretas delineadas por margens amareladas, e a última delas atravessa a barbatana dorsal até alcançar a caudal. Uma linha preta fina pode ser observada na ponta do focinho, e as nadadeiras peitorais são transparentes ou levemente opacas. O tamanho máximo registrado para a espécie é de 30 centímetros.

## Distribuição e habitat
O bilro-listrado está presente na América do Norte (Estados Unidos (Carolina do Norte) e México), América Central (Belize, Costa Rica, Guatemala, Honduras, Nicarágua, Panamá e Porto Rico (ilha Navassa)), Caribe (Anguila, Antígua e Barbuda, Aruba, Baamas, Barbados, Bermudas, Bonaire, Santo Eustáquio, Saba, ilhas Caimã, Cuba, Curaçau, Dominica, República Dominicana, Granada, Guadalupe, Haiti, Jamaica, Martinica, Monserrate, São Bartolomeu, São Cristóvão e Neves, Santa Lúcia, São Martinho (parte francesa), São Vicente e Granadinas, São Martinho (parte holandesa), Trindade e Tobago, ilhas Turcas e Caicos, ilhas Virgens Britânicas e ilhas Virgens Americanas), e América do Sul (Brasil (Amapá, Pará, Maranhão, Piauí, Ceará, Rio Grande do Norte, Paraíba, Pernambuco, Alagoas, Sergipe, Bahia, Espírito Santo, Rio de Janeiro e São Paulo), Colômbia, Guiana, Guiana Francesa, Suriname e Venezuela).
O bilro-listrado está associado a ambientes recifais, encontrada entre 10 e 60 metros de profundidade em águas tropicais, dentro do intervalo latitudinal de 37°N a 34°S e longitudinal de 98°O a 33°O. Habita preferencialmente baías e enseadas, além de recifes de corais profundos, sendo que os juvenis ocasionalmente ocorrem em áreas costeiras rasas. É comum em fundos rochosos e recifes da Venezuela e do México, mas é incomum no Brasil ou nas Índias Ocidentais. No Texas, é encontrada apenas como juvenil em molhes no verão e é muito incomum.

## Ecologia
O bilro-listrado é de fácil aproximação e já foi mantido e reproduzido em cativeiro. Sua dieta consiste principalmente de pequenos camarões e caranguejos, mas também inclui vermes poliquetas e moluscos gastrópodes. É ovíparo, com ovos e larvas de desenvolvimento pelágico, permanecendo suspensos na coluna d'água durante as fases iniciais do ciclo de vida.

## Conservação
A Lista Vermelha da União Internacional para a Conservação da Natureza (UICN) classifica o bilro-listrado como pouco preocupante (LC). É amplamente distribuído e comum em grande parte de sua área de ocorrência, especialmente em regiões recifais. É frequentemente coletada para o comércio de aquários, sendo altamente valorizada nesse mercado, onde pode alcançar preços em torno de US$ 75. Comercializada em locais como Porto Rico e Brasil, é considerada fácil de capturar e está presente com regularidade no comércio ornamental marinho. Apesar dessa exploração, atualmente não há evidências de que o comércio represente uma ameaça significativa à espécie em escala global. No entanto, a degradação dos recifes pode representar um risco potencial às suas populações. Um levantamento realizado entre 1995 e 2000 no estado do Ceará, nordeste do Brasil, registrou a comercialização de 129 indivíduos da espécie no mercado de peixes ornamentais marinhos. Em 2018, foi classificada como pouco preocupante (LC) no Livro Vermelho da Fauna Brasileira Ameaçada de Extinção do Instituto Chico Mendes de Conservação da Biodiversidade (ICMBio).